# Mareanivka, Verhnodniprovsk
Mareanivka (în ucraineană Мар`янівка) este un sat în comuna Dmîtrivka din raionul Verhnodniprovsk, regiunea Dnipropetrovsk, Ucraina.

## Demografie
Componența lingvistică a localității Mareanivka
     Ucraineană (90,08%)
     Rusă (9,16%)
Conform recensământului din 2001, majoritatea populației localității Mareanivka era vorbitoare de ucraineană (90,08%), existând în minoritate și vorbitori de rusă (9,16%).